# فينس تشونغ
فينس تشونغ (بالملايوية: Vincent Chong Ying-Cern)‏ هو مغني ماليزي، ولد في 30 سبتمبر 1979 في كوالالمبور في ماليزيا.

## روابط خارجية
- فينس تشونغ على موقع ميوزك برينز (الإنجليزية)
- فينس تشونغ على موقع ديسكوغز (الإنجليزية)